# لويس باركلي ميرفي
لويس باركلي ميرفي (بالإنجليزية: Lois Barclay Murphy)‏ هي عالمة نفس أمريكية، ولدت في 23 مارس 1902، وتوفيت في 24 ديسمبر 2003.